# 前田まさよし
前田 まさよし（まえだ まさよし）は、漫画原作やゲームの企画・脚本・ディレクションなどを手がけるシナリオライター。

## 主な作品
- チャコっとゲーム研究会 〜すずめ隊長のメイドカフェ〜（ブレイン・ストーム）
- シムーン 〜まじかる美勇伝〜（学習研究社）
- マンガでわかる分子生物学（オーム社）
- ジャドー庭球塾（日本スポーツ企画出版社）

| スタブアイコン | サブスタブ | この項目は、まだ閲覧者の調べものの参照としては役立たない、文人（小説家・詩人・歌人・俳人・作詞家・作家・放送作家・随筆家（コラムニスト）・文芸評論家）に関連した書きかけの項目です。この項目を加筆・訂正などしてくださる協力者を求めています（P:文学/PJ:作家）。 |